# Dmitrij Kapitelman

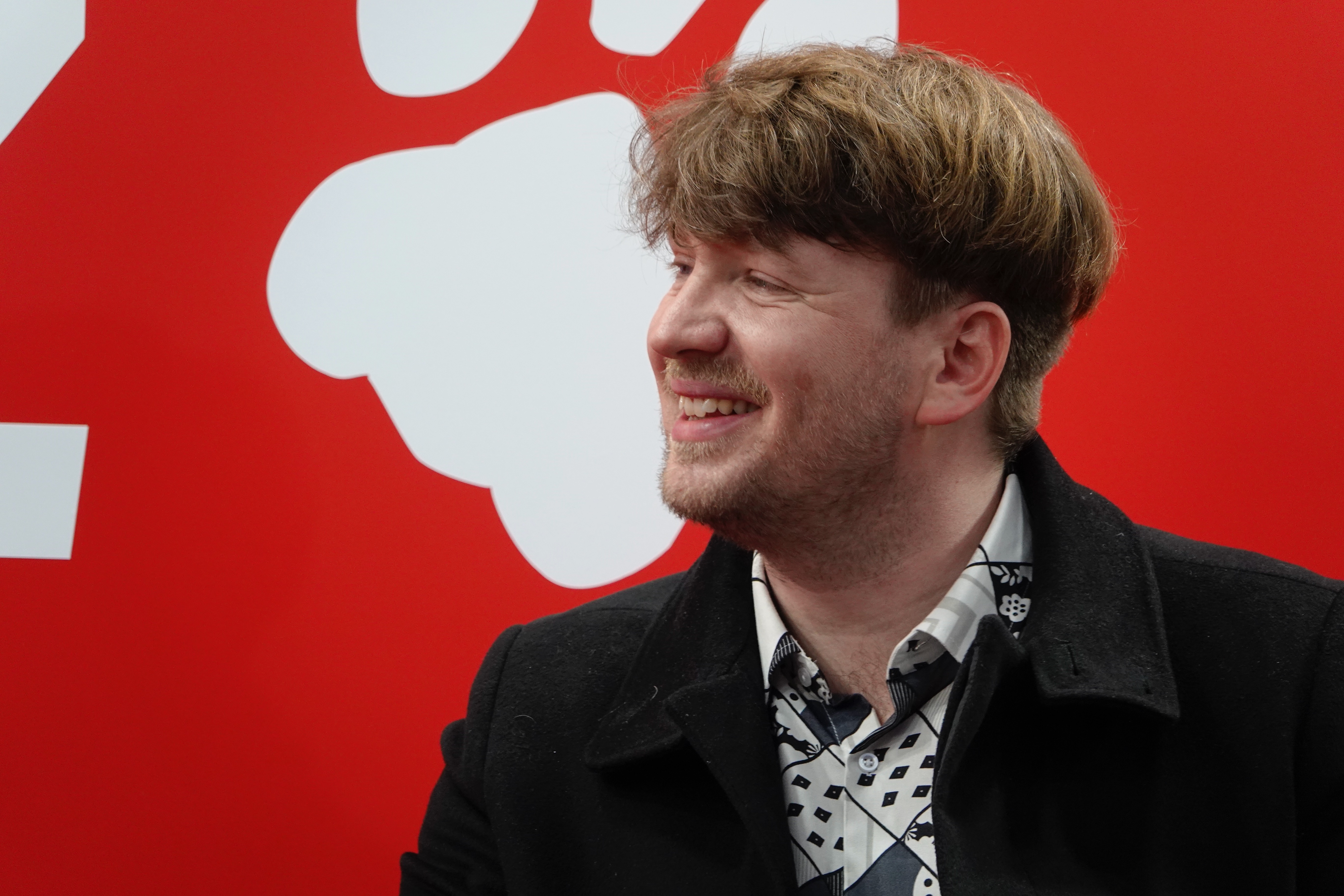
Dmitrij Kapitelman 2025 auf der Leipziger Buchmesse

Dmitrij Kapitelman (* 1986 als Dmitrij Romashkan in Kiew) ist ein deutschsprachiger Schriftsteller, Journalist und Musiker.

## Leben
Dmitrij Kapitelman ist der Sohn des jüdisch-ukrainischen Mathematikers Leonid Kapitelman und seiner aus Moldawien stammenden Ehefrau Vera Romashkan, deren durch eine frühere Heirat erworbenen Nachnamen er wegen der elterlichen Furcht vor antisemitischen Ressentiments erhielt. Mit acht Jahren kam er mit seiner Familie als jüdischer Kontingentflüchtling nach Deutschland. Er studierte Politikwissenschaft und Soziologie an der Universität Leipzig und absolvierte die Deutsche Journalistenschule in München. Er lebt als freier Journalist in Berlin und macht unter dem Künstlernamen Dheema Musik (Veröffentlichung: Querulantenkram EP).
Kapitelman schrieb unter anderem in der taz und der Zeit. Sein Text Kapitelmans Kind über seinen Vater und seine eigene Identität zwischen den Kulturen, den er 2013 als Praktikant in der taz noch unter dem Namen Dmitrij Romashkan veröffentlicht hatte, machte eine Literaturagentin auf ihn aufmerksam. Drei Jahre später brachte der Carl Hanser Verlag den autobiografischen Roman Das Lächeln meines unsichtbaren Vaters heraus. Er handelt von Kapitelmans Leben in Deutschland und einer gemeinsamen Reise mit seinem Vater nach Israel auf der Suche nach der gemeinsamen jüdischen Identität. 
Kapitelman nannte es ein „Buch über Emanzipation“. Der Roman wurde in zahlreichen deutschsprachigen Feuilletons besprochen. Alex Rühle las ein „hinreißendes Debüt“: „so brillant wie politisch scharfsichtig formuliert“. Jens Jessen entdeckte ein neues „Genre: die Vaterbeobachtung“, Roman Bucheli hingegen stufte es unter „Erlösungsbücher, Selbstheilungsbücher“ ein.
Kapitelman erhielt für seinen Debütroman den Klaus-Michael Kühne-Preis des Harbour Front Literaturfestivals 2016. Für Eine Formalie in Kiew wurde Kapitelman 2021 der Buchpreis Familienroman der Stiftung Ravensburger Verlag zuerkannt.
2022 war Kapitelman Mitgründer des PEN Berlin.

## Auszeichnungen
- 2025: Longlist des Deutschen Buchpreises mit Russische Spezialitäten

## Veröffentlichungen
- Das Lächeln meines unsichtbaren Vaters. Hanser Berlin, München 2016, ISBN 978-3-446-25318-6.
- Eine Formalie in Kiew. Hanser Berlin, München 2021, ISBN 978-3-446-26937-8.
- Russische Spezialitäten, Roman, Hanser, Berlin 2025, ISBN 978-3-446-28247-6.
  - Russische Spezialitäten, Roman, Argon Verlag, 2025, ISBN 978-3-732-47858-3 (Autorenlesung)